# Лог-при-Врховем
Лог-при-Врховем (словен. Log pri Vrhovem) — поселення в общині Радече, Савинський регіон, Словенія. Висота над рівнем моря: 217,9 м.